# 德清話
德清話是浙江德清縣的方言，縣內通稱德語。屬吳語太湖片蘇嘉湖小片（又細分為苕溪小片），有一點像湖州話。2017年4月1日，由德清县档案局与德清广播电台FM106.5联合制作的德清方言之“家乡话，话家乡”栏目开播。